# Siegfried Geyerhahn
Siegfried Geyerhahn (* 30. November 1879 in Angern an der March, Niederösterreich, Österreich-Ungarn; † 30. April 1960 in New York, NY, USA) war ein österreichischer Jurist, der 1939 in die USA emigrierte. Während seiner Studentenzeit verfasste Geyerhahn einen Aufsatz, in dem er eine mit der Personenwahl verbundene Verhältniswahl entwarf; der Aufsatz ist die älteste Veröffentlichung zu diesem Thema.

## Leben
Geyerhahn studierte 1898/99–1902 Jura an der Universität Wien und wurde im März 1903 zum Dr. iur. promoviert. Er blieb in Wien und praktizierte als Rechtsanwalt. Als Jude und als aktives Mitglied einer Freimaurerloge wurde er 1938 von der Gestapo festgenommen und in den Konzentrationslagern Dachau und Buchenwald interniert. Nach seiner Freilassung 1939 emigrierte er mit seiner Familie in die USA, wo er wieder als Rechtsanwalt tätig wurde.
Geyerhahn war aktives Mitglied der American Association of Former Austrian Jurists.

## Werk
Während seines Studiums veröffentlichte Geyerhahn 1902 eine Abhandlung mit einem Entwurf eines Wahlsystems für Parlamente, das Personenwahl und Verhältniswahl miteinander verbindet. In Geyerhahns System sind die Sitze den Parteien nach den Grundsätzen der Verhältniswahl zuzuteilen; die Besetzung dieser Sitze ist wesentlich nach den Grundsätzen einer Personenwahl auszurichten. Dazu wird das Wahlgebiet in Wahlkreise aufgeteilt; Geyerhahn schlug vor, halb so viele Wahlkreise einzurichten, wie im Parlament Sitze zu vergeben wären. Zunächst kommen die Wahlbewerber einer Partei zum Zuge, die in ihren Wahlkreisen die meisten Stimmen erhalten. Die übrigen Sitze der Partei werden mit Wahlbewerbern besetzt, die in ihrem Wahlkreis unterlegen sind, und zwar in der Reihenfolge der auf sie entfallenden Wählerstimmen.
Geyerhahn erwog auch die Möglichkeit, dass eine Partei mehr Wahlkreise gewinnt, als ihr Verhältnissitze zustehen; heutzutage wird dieser Fall unter dem Schlagwort "Überhangmandate" geführt. Geyerhahn meinte dazu beschwichtigend:

„Man wird zugestehen, dass derartiges nur sehr selten vorkommen wird, aber es kann vorkommen, und deshalb muss für diese Eventualität ein Ausweg geschaffen werden.“

Geyerhahn skizzierte nicht nur einen Ausweg, sondern gleich zwei. Zum einen könne man die Zahl der Parlamentssitze erhöhen, bis alle Wahlkreissitze sich in die Verhältnisrechnung einfügen lassen. Zum anderen könne man von den Wahlkreisgewinnern nur so viele berücksichtigen, wie die Verhältnisrechnung es zulässt.
Geyerhahns Aufsatz gilt als älteste Quelle für eine „mit der Personenwahl verbundene Verhältniswahl“, wie sie nach dem Zweiten Weltkrieg in der BRD für den Bundestag und viele Länderparlamente realisiert wurde.